# ジュマンジシリーズ
『ジュマンジ』（Jumanji）シリーズは、アメリカのクリス・ヴァン・オールズバーグによって書かれた子供向けの本「ジュマンジ」（1981）とその続編「ザスーラ」（2002）に基づく一連の作品である。 フランチャイズ権はソニー・ピクチャーズ エンタテインメントの子会社のコロンビア ピクチャーズが所有しており、これまでに4つの映画（『ジュマンジ』（1995年）、『ザスーラ』（2005年）、『ジュマンジ/ウェルカム・トゥ・ジャングル』（2017年）、『ジュマンジ/ネクスト・レベル』（2019年））と、1996年から1999年に放送されたアニメーション・テレビシリーズ、他にビデオゲームなどが製作されている。映画はこれまでに合計で20億ドルを稼いだ。
多くの作品の流れは、ボードゲーム『ジュマンジ』の中の危険が現実の世界に飛び出してくるか、あるいはコンピューターゲーム『ジュマンジ』の中に閉じ込められるというもの。

## 原作

### ジュマンジ（1981年）
両親に留守を任されたピーターとジュディは退屈して公園に遊びに行くと、木の根元に「ジュマンジ」というジャングル探検ボードゲームを見つける。二人は家に戻ると、退屈のあまりサイコロを振ってゲームを始めてしまう。すると突然、部屋のなかにライオンが現れる。サイコロを振ってコマの進んだところに書いてあることが現実に起こってしまうことを知った二人は、ゲームを終わらせるためにゴールにある黄金の町ジュマンジを目指す。1982年、コルデコット賞受賞作品。
日本語訳
『ジュマンジ』クリス・バン・オールスバーグ作、へんみまさなお訳、ほるぷ出版、1984.7、全国書誌番号:84045336
『ジュマンジ』クリス・ヴァン・オールズバーグ作、村上春樹訳、あすなろ書房、2019.12、ISBN 978-4-7515-2958-4

### ザスーラ（2002年）
ダニーは遊びたい盛りの男の子。一緒に遊んでくれない兄のウォルターに向けてボールを投げると頭に命中してしまい、公園に逃げるとそこで「ジュマンジ」を見つける。部屋に戻って箱から取り出してみるがつまらなそうなので戻そうとしたとき、箱の底にもう一つのゲーム、地球を出発して宇宙を旅してザスーラ星へ行き、また地球に戻るゲームを見つける。一人でテレビをみているウォルターの後ろで、ダニーはこっちのゲームは面白そうだとサイコロを振ってしまう。
日本語訳
『ザスーラ』クリス・バン・オールスバーグ作、かねはらみずひと訳、ほるぷ出版、2003.9、ISBN 4-593-50424-4

## 映画
| 題名                                    | 米国公開日     | 監督                 | 脚本                                                                              | 製作                                                                                                 |
| --------------------------------------- | -------------- | -------------------- | --------------------------------------------------------------------------------- | --- |
| ジュマンジ                              | 1995年12月15日 | ジョー・ジョンストン | グレッグ・テイラー ジョナサン・ヘンズリー                                         | スコット・クルーフ ウィリアム・タイトラー                                                            |
| ザスーラ                                | 2005年11月11日 | ジョン・ファヴロー   | デヴィッド・コープ ジョン・カンプス                                               | ウィリアム・タイトラー スコット・クルーフ マイケル・デ・ルカ                                         |
| ジュマンジ/ウェルカム・トゥ・ジャングル | 2017年12月20日 | ジェイク・カスダン   | クリス・マッケンナ エリック・ソマーズ スコット・ローゼンバーグ ジェフ・ピンクナー | マット・トルマック ウィリアム・タイトラー                                                            |
| ジュマンジ/ネクスト・レベル             | 2019年12月13日 | ジェイク・カスダン   | ジェイク・カスダン ジェフ・ピンクナー スコット・ローゼンバーグ                    | ドウェイン・ジョンソン ダニー・ガルシア ハイラム・ガルシア マット・トルマック ウィリアム・タイトラー |
| Untitled Jumanji: The Next Level sequel | 2026年12月11日 | ジェイク・カスダン   |                                                                                   | |

### ジュマンジ（1995年）
少年アランがボードゲーム『ジュマンジ』を見つけてガールフレンドのサラとプレイすると、ゲーム盤の出来事が実際に起こりアランはゲームの中に閉じ込められてしまう。それから26年後、引っ越してきた姉弟は『ジュマンジ』を見つけ、大人になったアランとサラと共にゲームを終わらせることを決める。この映画は1981年の児童書『ジュマンジ』を原作としている。

### ザスーラ（2005年）
2人の兄弟が地下室で見つけたボードゲーム『ザスーラ』を始めると家ごと宇宙に放り出されてしまう。ゲームをクリアし地球に戻るために冒険が繰り広げられる、ジュマンジシリーズの精神的続編。この映画は1981年の児童書『ジュマンジ』の続編である2002年の児童書『ザスーラ』を原作としている。しかし1981年の児童書『ジュマンジ』を原作としている1995年公開の映画『ジュマンジ』との直接の繋がりはない。

### ジュマンジ/ウェルカム・トゥ・ジャングル（2017年）
この映画は1995年の映画『ジュマンジ』の続編である。第1作から21年後を舞台とし、『ジュマンジ』も冒頭でボードゲームからテレビゲームに形を変える。4人の高校生は各々選択したキャラクターのアバターになり、ゲームの中のジャングルに閉じ込められてしまう。ゲームをクリアし、元の世界に戻るために冒険を繰り広げる。

### ジュマンジ/ネクスト・レベル（2019年）
この映画は2017年の映画『ジュマンジ/ウェルカム・トゥ・ジャングル』の続編である。前作に登場した高校生スペンサーは再び『ジュマンジ』に入り込み、救出しようとした友人だけでなくスペンサーの祖父、さらには祖父の友人までゲームに入り込んでしまう。バグの起こった『ジュマンジ』は、乾燥した砂漠から雪に覆われた山々まで新たなステージが追加されレベルアップされていた。

### 将来
2019年12月、ドウェイン・ジョンソンはフランチャイズの次の記事で、悪党のJurgen the Brutalがゲームのアバターであり、キャラクターとしてプレイしていた人物が探索されることを明らかにした。2020年3月、ライター/ディレクターのジェイク・カスダンは、フォローアップ映画の初期の開発を確認した  。彼は前の2つの映画のコアキャストを維持する計画を確認した。翌月、映画製作者は次作のストーリーを製作中と述べた。

## テレビ

### ジュマンジ（1996年 – 1999年）
1995年の映画に触発されたアニメーション・テレビシリーズであるJumanjiは、1996年から1999年までの3シーズンにわたって放映された。

## 評価

### 興行成績
| 映画                                    | 北米公開日     | 興行収入        | 興行収入        | 興行収入        | 制作費        | Ref.  |
| 映画                                    | 北米公開日     | 北米            | その他の 地域   | 全世界          | 制作費        | Ref.  |
| --------------------------------------- | -------------- | --------------- | --------------- | --------------- | ------------- | ----- |
| ジュマンジ                              | 1995年12月15日 | 100,475,249ドル | 162,322,000ドル | 262,797,249ドル | 6500万ドル    | [ 6 ] |
| ザスーラ                                | 2005年11月11日 | 29,258,869ドル  | 35,062,632ドル  | 64,321,501ドル  | 6500万ドル    | [ 7 ] |
| ジュマンジ/ウェルカム・トゥ・ジャングル | 2017年12月20日 | 404,515,480ドル | 557,562,066ドル | 962,077,546ドル | 9000万ドル    | [ 8 ] |
| ジュマンジ/ネクスト・レベル             | 2019年12月13日 | 316,819,314ドル | 479,201,708ドル | $ 796,021,022   | 1億2500万ドル | [ 9 ] |
| 合計                                    | 合計           | $ 851,068,912   | $ 1,234,148,406 | $ 2,085,217,318 | 3億4500万ドル |       |

| 映画                                    | Rotten Tomatoes     | Metacritic       | CinemaScore |
| --------------------------------------- | ------------------- | ---------------- | ----------- |
| ジュマンジ                              | 54％（37レビュー）  | 39（18レビュー） | A-          |
| ザスーラ                                | 75％（159レビュー） | 67（30レビュー） | B +         |
| ジュマンジ/ウェルカム・トゥ・ジャングル | 76％（229レビュー） | 58（44レビュー） | A-          |
| ジュマンジ/ネクスト・レベル             | 71％（229レビュー） | 58（37レビュー） | A-          |

## ビデオゲーム
Jumanji: A Jungle Adventure Game Pack （1996年）
Jmanji：A Jungle Adventureは、1996年10月9日に北米でMicrosoft Windows専用にリリースされたビデオゲーム。  Studio Interactiveによって開発され、 Philips Interactive Mediaによって発売された。映画の人気シーンに基づいた、 アーケードベースのミニゲームの5つのアクションが含まれている。
Zathura （2005年）
Zathuraは、 High Voltage Softwareによって開発され、 2K Gamesによって公開されたアクションアドベンチャービデオゲームである。PlayStation 2およびXbox版が2005年11月3日にリリースされた。
Jumanji （2006年）
Jumanjiは、2006年にPlayStation 2用にヨーロッパでリリースされたパーティービデオゲームで、Atomic Planet Entertainmentによって開発され、 Blastによって公開されている。エンターテインメント。
CRジュマンジ（2007年）
藤商事は2007年にパチンコゲームをリリース。映画のクリップと、ゲームの3DレンダリングされたCGIアニメキャラクターデザインを画面の操作の一部として使用した。
Jumanji: The Mobile Game （2019年）
Jumanji: The Mobile Game は、2017年の映画『ジュマンジ/ウェルカム・トゥ・ジャングル』に基づいたモバイルゲーム。 Idiocracy Gamesによって開発され、NHN EntertainmentによってAndroidとiOSで2017年12月14日にリリースされた 。ゲームは2018年5月2日にGoogle PlayおよびApp Storeから削除され、そのサービスは2018年5月24日に終了した。
Jumanji: The VR Adventure （2018年）
Jumanji: The VR Adventureは、2017年の映画『ジュマンジ/ウェルカム・トゥ・ジャングル』に基づいたバーチャルリアリティゲーム。MWM Immersiveによって開発され、Sony Pictures Virtual Realityによって公開され、2018年1月17日にHTC Viveの Steamでリリースされる予定だったが 、ゲームは重く、貧弱なグラフィックスとハードウェアのパフォーマンスのために批判されたとして、リリースは、キャンセルされ、 、2018年2月9日にSteamから除外された。
Jumanji: The Video Game （2019年）
Jumanji: The Video Game は、Funsolveが開発し、Outright Gamesが公開したアクションアドベンチャービデオゲーム。『ジュマンジ/ネクスト・レベル』に基づいて、2019年11月8日にPlayStation 4、Xbox One、Nintendo Switch、およびMicrosoft Windows 用にリリースされた。